# Instemmingsrecht (middeleeuws recht)
Het instemmingsrecht was in de middeleeuwen voor de lagere adel en rijke heren het enige middel om een oorlog te voorkomen. De hertog of graaf, kon dan niet zomaar zonder toestemming van de raad steden of landen aanvallen. Een voorbeeld waarin dit recht aan de orde kwam was wanneer Johanna van Brabant samen met haar echtgenoot Wenceslaus I van Luxemburg in de Brabantse Blijde Inkomst (1356) werden gehuldigd als hertog en hertogin. De edelen voelden zich genoodzaakt om dit recht toe te passen, vanwege de dreiging van de oprukkende Habsburgse en de Bourgondische invloed uit het zuiden.